# Ballymena
Ballymena (an Baile Meánach in gaelico irlandese) è una cittadina dell'Irlanda del Nord, situata nella vecchia contea di Antrim e attualmente nell'omonimo distretto. Da sempre roccaforte unionista e abitata da una popolazione in netta prevalenza protestante, è stato uno dei centri più colpiti dal conflitto nordirlandese e dal settarismo religioso.
La città venne costruita sulle terre concesse agli Adair da re Carlo I nel 1626, a condizione che essa organizzasse due fiere all'anno e un mercato il sabato. Ad oggi il mercato è ancora attivo e la cittadina è uno dei principali centri commerciali in Irlanda del Nord (un tempo ospitava i Ballymena Showgrounds, la più grande fiera agricola giornaliera di tutta l'Irlanda).
Ballymena copre un'area di 632 km² (244 miglia quadrate) e il suo territorio include diversi villaggi, tra cui Cullybackey, Galgorm, Ahoghill e Broughshane.  Essa vanta molti edifici storici, tra cui il municipio, eretto nel 1924 sul sito della vecchia Market House e restaurato nel 2007 al costo di circa 20 milioni di sterline.

## Storia

### Origini ed età medievale
La storia documentata della zona di Ballymena inizia nel periodo paleocristiano, tra il V e il VII secolo. Alcuni forti ad anello sono stati ritrovati nel territorio di Ballykeel e anche il sito di Camphill Fort nel territorio di Ballee potrebbe presentare lo stesso tipo di fortificazioni.
Nella zona di Kirkinriola (3,2 km a nord della città) l'antica chiesa parrocchiale e il cimitero presentano diversi segni di un insediamento paleocristiano, tra cui un souterrain. Nel 1868 un becchino ritrovò una grande lastra di pietra su cui era incisa una croce, recante l'iscrizione ord do dagen.  Essa era un riferimento al vescovo Degen, vissuto in Irlanda nel VII secolo. La lastra si trova ora nel portico della chiesa di San Patrizio (in inglese St. Patrick's Church of Ireland) nel centro di Ballymena.
Alla fine del V secolo una chiesa venne fondata a Connor (8 km a sud di della città), seguita da un monastero a Templemoyle (Kells). Tuttavia, nell'831 i Vichinghi  invasero la zona di Ballymena e bruciarono la chiesa.
Dopo aver conquistato l'Inghilterra nell'XI secolo, i Normanni conquistarono buona parte delle contee di Antrim e Down nel secolo successivo e fondarono il primo nucleo della Contea dell'Ulster. Nel corso della loro campagna crearono dei grandi tumuli di terra, su cui fecero erigere a scopo difensivo delle torri di legno, meglio note come motte. La motta castrale (in inglese motte-and-bailey) della zona di Harryville è uno dei migliori esempi di questo tipo di fortificazione in Irlanda del Nord. Alcune fonti, tuttavia, attribuiscono agli Uí Fhloinn il merito di aver costruito le motte, imitando gli invasori normanni. Tra il 1177 e il 1178 gli Uí Fhloinn sconfissero e respinsero il Conte dell'Ulster, John de Courcy.
Nel 1315, Edward Bruce (fratello del re Roberto I di Scozia, noto come "Robert Bruce") invase l'Irlanda. Il 10 settembre 1315, nella battaglia di Tawnybrack (a Kells, 8 km a sud di Ballymena) Edward vinse l'esercito di Richard De Burgo, il conte normanno dell'Ulster.

### Dall'età moderna al XIX secolo
Nel 1576 la regina Elisabetta I concesse a Sir Thomas Smith diverse terre, incluse quelle della città di Ballymena, confiscate dalla corona dopo la rivolta di Shane O'Neill negli anni Sessanta del XV secolo. Sir Thomas Smith portò nella zona diversi coloni inglesi, divenendo così uno dei primi a trasportare coloni inglesi e scozzesi in Irlanda. Nel 1581 l'insediamento di Smith fallì e le terre tornarono alla corona.
Il 10 maggio 1607 Giacomo I concesse a un capo nativo irlandese, Ruairí Óg MacQuillan, la zona di Ballymena. L'area passò tra le mani di diversi proprietari, sino ad arrivare a William Adair, uno scozzese di Kinhilt (sud-ovest della Scozia), che inizialmente ribattezzò le sue nuove terre "Kinhilstown". Il primo castello di Ballymena fu costruito all'inizio del XVII secolo, sfruttando i vantaggi strategici dell'antico guado sul fiume Braid. Nel 1626 Carlo I confermò la concessione della zona di Ballymena a William Adair, accordandogli il diritto di organizzare un mercato locale ogni sabato. Per lavorare le sue terre,Adair assunse degli irlandesi locali, i cui discendenti rimasero affittuari agricoli degli Adair per gran parte dei due secoli successivi.
Nel 1641 la guarnigione locale di Ballymena fu sconfitta dai ribelli irlandesi nella battaglia di Bundooragh. La prima casa del mercato (in inglese Market House) di Ballymena, posta nel sito dell'attuale municipio, venne costruita nel 1684.
Nel 1690 il duca del Württemberg, un generale guglielmita, utilizzò il castello di Galgorm come quartier generale. Sir Robert Adair formò un reggimento di fanteria per il re Guglielmo III e combatté nella battaglia del Boyne.
Nel 1704, la popolazione di Ballymena aveva raggiunto le 800 persone. Nel 1707 fu costruita la prima chiesa parrocchiale protestante (Chiesa d'Irlanda), mentre nel 1740 il castello di Ballymena venne completamente distrutto da un incendio. Nel 1765 venne fondato l'insediamento moraviano di Gracehill. Durante la rivolta del 1789, Ballymena fu occupata dal 7 al 9 giugno da un contingente di circa 10 000 Irlandesi Uniti, i quali assaltarono la casa del mercato uccidendo tre dei suoi difensori.
La prima chiesa cattolica moderna di Ballymena fu consacrata nel 1827. Nel 1834 la popolazione di Ballymena aveva raggiunto circa i 4 000 abitanti. Nel 1848 fu costruita la ferrovia tra Belfast e Ballymena. Nel 1865 Robert Alexander Shafto Adair (successivamente barone Waveney) iniziò a costruire un nuovo castello a Ballymena, destinato a diventare la ricca residenza di famiglia e completato solamente nel 1887.
Nel 1870 fu istituito il People's Park.

### Il XX e XXI secolo
Nel 1900 Ballymena assunse lo status urbano. In base alle disposizioni dell'Irish Land Act del 1903, gli Adair cedettero nel 1904 la maggior parte delle loro terre di Ballymena agli affittuari agricoli locali . Il "vecchio" edificio del municipio, sede anche dell'ufficio postale e dell'ufficio immobiliare degli Adair, venne distrutto da un incendio nel 1919. Il 24 luglio 1924 il principe Alberto, Duca di York e successivamente re Giorgio VI, pose la prima pietra del nuovo municipio, inaugurato ufficialmente il 20 novembre 1928.
Il Consiglio del Distretto Urbano chiese lo status di municipio, ottenendolo nel dicembre 1937. Il 23 maggio 1939 si tenne la prima riunione del nuovo consiglio comunale. I consigli del distretto urbano e rurale, però, rimasero separati, sino a che nel 1973 vennero fusi per creare un unico consiglio. In seguito alla riorganizzazione del governo locale nel 2015, il municipio di Ballymena è stato fuso con quelli di Carrickfergus e di Larne.
Allo scoppio della seconda guerra mondiale, la popolazione di Ballymena aveva raggiunto le 13 000 unità. Durante il conflitto la città non venne fortemente colpita, sebbene ospitò un gran numero di sfollati da Gibilterra, distribuiti nelle case di alcune famiglie locali.
Abbandonato da tempo e spesso oggetto di atti vandalici, il castello di Ballymena venne demolito negli anni ’50.  Nello stesso periodo la caserma di San Patrizio (in inglese St Patrick’s Barracks) fu il centro di addestramento dei reggimenti dei Royal Ulster Rifles (83º e 86º). Molti giovani, coscritti in Gran Bretagna o offertisi volontari, iniziarono il loro periodo di addestramento di base nella caserma di San Patrizio, per poi essere distaccati nei battaglioni regolari. Molti di questi giovani vennero poi inviati in Corea, a Cipro e nel distaccamento dell'esercito britannico sul Reno. Nel 1968, a causa di alcune misure di austerità del governo, i tre reggimenti irlandesi, i Royal Inniskilling Fusiliers (27º) Royal Ulster Rifles (83º e 86º) e i Royal Irish Fusiliers (89º), vennero fusi nell’unico corpo dei Royal Irish Rangers. All'inizio degli anni Novanta il Royal Irish Regiment, acquartierato nella caserma di San Patrizio, ricevette la Freedom of the Borough.
Come altre città dell'Irlanda del Nord, Ballymena è stata pienamente coinvolta nel conflitto nordirlandese (in inglese The Troubles), un lungo periodo di tensioni religiose settarie, caratterizzato da scontri armati tra gli anni '60 e il 1998. In questo lasso di tempo undici persone furono uccise dall'IRA e da vari gruppi lealisti nell’area intorno a Ballymena.
Nella seconda metà del XX secolo, Ballymena ha subito diverse trasformazioni economiche e una profonda ristrutturazione industriale, secondo dinamiche simili a quelle di altri centri industriali dell'Irlanda del Nord. Molte fabbriche si sono trasferite (sia la Michelin che JTI hanno chiuso i loro stabilimenti) e dagli anni Dieci del Duemila vi è stato un netto declino nei settori della vendita al dettaglio e della produzione. La stessa azienda locale Wrightbus sta subendo un calo degli ordini, ma si spera che la creazione di un polo produttivo presso l'ex sito Michelin possa attirare nuove imprese nella zona.
Nel marzo del 2000 il consiglio comunale offrì la Freedom of the Bourough all'attore Liam Neeson, originario di Ballymena, approvando la proposta con una maggioranza di 12 voti contro 9. Il Partito Unionista Democratico (DUP) si oppose e richiamò l'attenzione ai commenti dell'attore in un'intervista del 1999 con la rivista politica americana George. Neeson rifiutò il premio, citando le tensioni in corso, e affermò di essere orgoglioso del suo legame personale con la città.  Alla fine Ian Paisley fu nominato freeman di Ballymena nel dicembre 2004.
Diversi osservatori descrivono Ballymena come il cuore della Bible Belt (lett. "cintura biblica") nordirlandese.  La città in effetti è popolata principalmente da protestanti, all’interno di una regione dove la percentuale di protestanti è elevata. All'inizio degli anni Novanta il consiglio comunale, dominato dal Partito Unionista Democratico (DUP), ha vietato una performance degli ELO Part II in città, affermando che avrebbe attirato "the four Ds: Drink, Drugs, Devil and Debauchery" (lett. "le quattro D: alcol, droghe, il diavolo e la depravazione"). Il consiglio ha anche vietato la proiezione del film I segreti di Brokeback Mountain (2005), con Jake Gyllenhaal e Heath Ledger, poiché narra le vicende di una coppia omosessuale. È stato anche vietato un imitatore del comico Roy 'Chubby' Brown.
La maggior parte della popolazione cattolica si trova intorno alle zone di Broughshane e Cushendall Road. Recentemente c'è stata tensione nella zona di Dunclug, che ora è a maggioranza cattolica. Queste tensioni sono state associate ai falò del Twelfth (lett. "Il Dodicesimo", festa annuale protestante nell'Irlanda del Nord) e all'esposizione di bandiere repubblicane; la città ha cercato di ridurre le tensioni.
Le droghe ricreative sono state un grosso problema in città, che si è guadagnata il soprannome di "capitale della droga del Nord".Tuttavia, negli ultimi tempi sono stati fatti passi importanti per affrontare questo problema.
Nel 2011 è stato rivelato che Ballymena ha il terzo livello più alto di possesso legale di armi da fuoco in Irlanda.

## Sport
La città ha una squadra di calcio, il Ballymena Utd, e una di rugby a 15, il Ballymena RFC, entrambe militanti nei massimi campionati di categoria, rispettivamente nordirlandese e irlandese. L'attore Liam Neeson e il sei volte campione mondiale Superbike Jonathan Rea sono nativi di Ballymena.